# Andrea Stieldorf
Andrea Stieldorf (* 20. Juni 1968 in Bonn) ist eine deutsche Historikerin. Von 2010 bis 2015 lehrte sie als Professorin für Historische Grundwissenschaften an der Otto-Friedrich-Universität Bamberg. Seit Wintersemester 2015/16 hat sie einen Lehrstuhl für Mittelalterliche Geschichte und Historische Grundwissenschaften an der Rheinischen Friedrich-Wilhelms-Universität Bonn.

## Leben
Andrea Stieldorf legte 1986 das Abitur in Bonn ab. Sie studierte von 1986 bis 1993 Geschichte und Italienisch an der Rheinischen Friedrich-Wilhelms-Universität Bonn. Dort war sie Schülerin von Raymund Kottje. Seit 1996 war sie in Bonn auch als wissenschaftliche Mitarbeiterin bzw. später als wissenschaftliche Assistentin tätig. Sie wurde im Wintersemester 1997/98 in Bonn mit einem von Kottje angeregten und von Theo Kölzer betreuten Thema über rheinische Frauensiegel im 13. und 14. Jahrhundert promoviert. Im Jahr 2000 wurde Stieldorf durch das Albert-Steeger-Stipendium des Landschaftsverbandes Rheinland gefördert. Sie beendete ihre Habilitation 2008 bei Theo Kölzer in Bonn mit einer Arbeit zum Thema Marken und Markgrafen – Studien zur Grenzsicherung durch die fränkisch-deutschen Herrscher.
Im Jahr 2010 wurde sie als Nachfolgerin von Horst Enzensberger an die Otto-Friedrich-Universität Bamberg auf die Professur für Historische Grundwissenschaften berufen. Im Juni 2012 hielt sie dort ihre Antrittsvorlesung zum Thema Helden oder Heilige? Bilder von Reichsfürsten zwischen Standesideal, Rechtssymbolik und Politik. Zum 1. Oktober 2015 folgte sie einem Ruf an die Rheinische Friedrich-Wilhelms-Universität Bonn. Dort übernahm sie als Nachfolgerin von Theo Kölzer zum Wintersemester 2015/16 den Lehrstuhl für Mittelalterliche Geschichte und Historische Grundwissenschaften. Seit Oktober 2018 ist sie Prodekanin für Studium und Lehre der Philosophischen Fakultät.
Stieldorf ist Mitglied im Verein für Geschichtliche Landeskunde der Rheinlande (seit 2017), Mitglied der Commission International de Diplomatique (seit 2020) und im Vorstand des Historischen Vereins für die Geschichte des Niederrheins (seit 2016). Seit dem Band 64 (2018) gibt Stieldorf die Fachzeitschrift Archiv für Diplomatik gemeinsam mit Irmgard Fees heraus. In dieser Funktion trat sie die Nachfolge des 2017 verstorbenen Andreas Meyer an. Seit 2019 ist sie Mitherausgeberin der Blätter für deutsche Landesgeschichte. Im Jahr 2022 wurde Stieldorf als ordentliches Mitglied in die Nordrhein-Westfälische Akademie der Wissenschaften und der Künste aufgenommen.

## Forschungsschwerpunkte
Ihre Forschungsschwerpunkte sind die Verfassungsgeschichte des Früh- und Hochmittelalters, die Universitätsgeschichte sowie die Historischen Hilfswissenschaften und dabei vor allem Urkundenlehre, Siegelkunde und Münzkunde. In ihrer Dissertation beschreibt Stieldorf erstmals umfassend die Siegelführung der Frau weltlichen Standes im Rheinland von etwa 1200 bis 1400. Dabei will sie sich nicht nur mit den siegelkundlichen und hilfswissenschaftlichen Aspekten befassen, sondern „die rechtlichen Spielräume auch von Frauen der verschiedenen Adelsgruppen […] beleuchten.“ Damit will sie zeigen, dass „gerade heute die Hilfswissenschaften Beiträge zu aktuellen Fragestellungen leisten können“. Im Katalogteil der Arbeit werden die mehr als 1300 herangezogenen Urkunden und nahezu 490 Siegel von 401 Sieglerinnen aufgelistet und beschrieben. Stieldorf veröffentlichte erste Ergebnisse zur Siegelführung in mittelalterlichen Frauenkommunitäten. Dabei setzte die Siegelführung meist erst nach der Mitte des 12. Jahrhunderts und damit viel später als bei den Männerkommunitäten ein. Sie legte 2004 eine Einführung in die Siegelkunde vor. Seit der Darstellung des Detmolder Archivars Erich Kittel (1970) ist keine zusammenhängende Darstellung mehr erschienen. Darin behandelt sie im ersten Teil den Forschungsstand, Methodik, Grundbegriffe und Fachausdrücke und im zweiten Teil den nicht-diplomatischen Gebrauch von Siegeln, die Besiegelung von Urkunden, Siegelrecht und Siegelfälschungen, Beschaffenheit der Siegel sowie Siegelführer, Siegelbilder und Siegelumschriften.
Das Ziel ihrer Habilitation ist es, „an einem bestimmten Bezugsfeld die Möglichkeiten und Grenzen königlicher Herrschaft und Macht auszuloten“. Sie erhofft sich dadurch neue Erkenntnisse über die Grenzräume selbst, ihre Beziehung zum Herrscher und das Funktionieren mittelalterlicher Staatlichkeit. Die Arbeit besteht aus drei Teilen. Im ersten Teil (S. 36–187) untersucht sie vor allem vom 9. bis zum 12. Jahrhundert den Gebrauch des Quellenbegriffs marca bzw. marchia. Der zweite Teil der Arbeit (S. 188–349) befasst sich mit der Verwendung des Quellenterminus marchio. Der dritte große Abschnitt (S. 350–586) untersucht die Handlungsspielräume der Herrscher bei der Sicherung der Reichsgrenzen vom 6. bis zum 12. Jahrhundert. Nach ihren Ergebnissen könne von einer regelrechten „Markenorganisation“ nicht mehr ausgegangen werden. Ein institutionalisiertes System der Grenzsicherung an den Randzonen des karolingischen Reiches habe es nicht gegeben. Die ältere rechts- und verfassungsgeschichtliche Forschung hatte das erst in den Quellen des 14. Jahrhunderts erkennbare Marken-„System“ an der Nordost-, Ost- und Südostgrenze des Reiches auch auf das Frühmittelalter übertragen. Nach dieser Sichtweise habe ein strukturiertes und hierarchisiertes System von „Marken und Markgrafen“ existiert, „welches das Reich wie ein schützender Ring umgeben habe“. Stieldorfs Arbeit wurde als „ein bedeutender Beitrag zur Erforschung auch der deutsch-slawischen Grenz- und Kontaktzone an mittlerer Elbe und Saale im heutigen Sachsen-Anhalt“ gewürdigt.
Stieldorf legte zahlreiche Spezialstudien über das Aufkommen und den Gebrauch des Markenbegriffes vor. So versuchte sie in einer 2014 veröffentlichten Studie die Verwendung der Begriffe marchia und marchio vom 10. bis 12. Jahrhundert im Westen des Reiches nachzuvollziehen.

## Schriften (Auswahl)
Monographien
- Marken und Markgrafen. Studien zur Grenzsicherung durch die fränkisch-deutschen Herrscher (= Monumenta Germaniae historica. Schriften. Band 64). Hahn, Hannover 2012, ISBN 978-3-7752-5764-0 (Zugleich: Bonn, Universität, Habilitationsschrift, 2007–2008).
- Siegelkunde. Basiswissen (= Hahnsche historische Hilfswissenschaften. Band 2). Hahn, Hannover 2004, ISBN 3-7752-6132-X.
- Rheinische Frauensiegel. Studien zur rechtlichen und sozialen Stellung weltlicher Frauen im 13. und 14. Jahrhundert (= Rheinisches Archiv. Band 142). Böhlau, Köln u. a. 1999, ISBN 3-412-02999-8 (eingeschränkte Vorschau in der Google-Buchsuche; Zugleich: Bonn, Universität, Dissertation, 1997).

Herausgeberschaften
- mit Michael Rohrschneider, Alheydis Plassmann: Herrschaftsnorm und Herrschaftspraxis im Kurfürstentum Köln im Mittelalter und in der Frühen Neuzeit (= Studien zu Macht und Herrschaft. Band 11). V&R unipress – Bonn University Press, Bonn 2021, ISBN 978-3-8471-1275-4.
- Die Urkunde. Text – Bild – Objekt (= Das Mittelalter. Perspektiven mediävistischer Forschung. Beihefte 12). De Gruyter, Berlin 2019, ISBN 978-3-11-064396-1.
- mit Ursula Mättig, Ines Neffgen: Doch plötzlich jetzt emanzipiert will Wissenschaft sie treiben. Frauen an der Universität Bonn (1918–2018) (= Bonner Schriften zur Universitäts- und Wissenschaftsgeschichte. Band 9). V&R unipress, Göttingen 2018, ISBN 978-3-8471-0894-8.
- mit Martin Clauss, Tobias Weller: Der König als Krieger. Zum Verhältnis von Königtum und Krieg im Mittelalter: Eine Einführung (= Bamberger interdisziplinäre Mittelalterstudien, Vorträge und Vorlesungen. Band 5). University of Bamberg Press, Bamberg 2016, ISBN 978-3-86309-356-3 (Volltext online).